# Szudziałowo (gemeente)

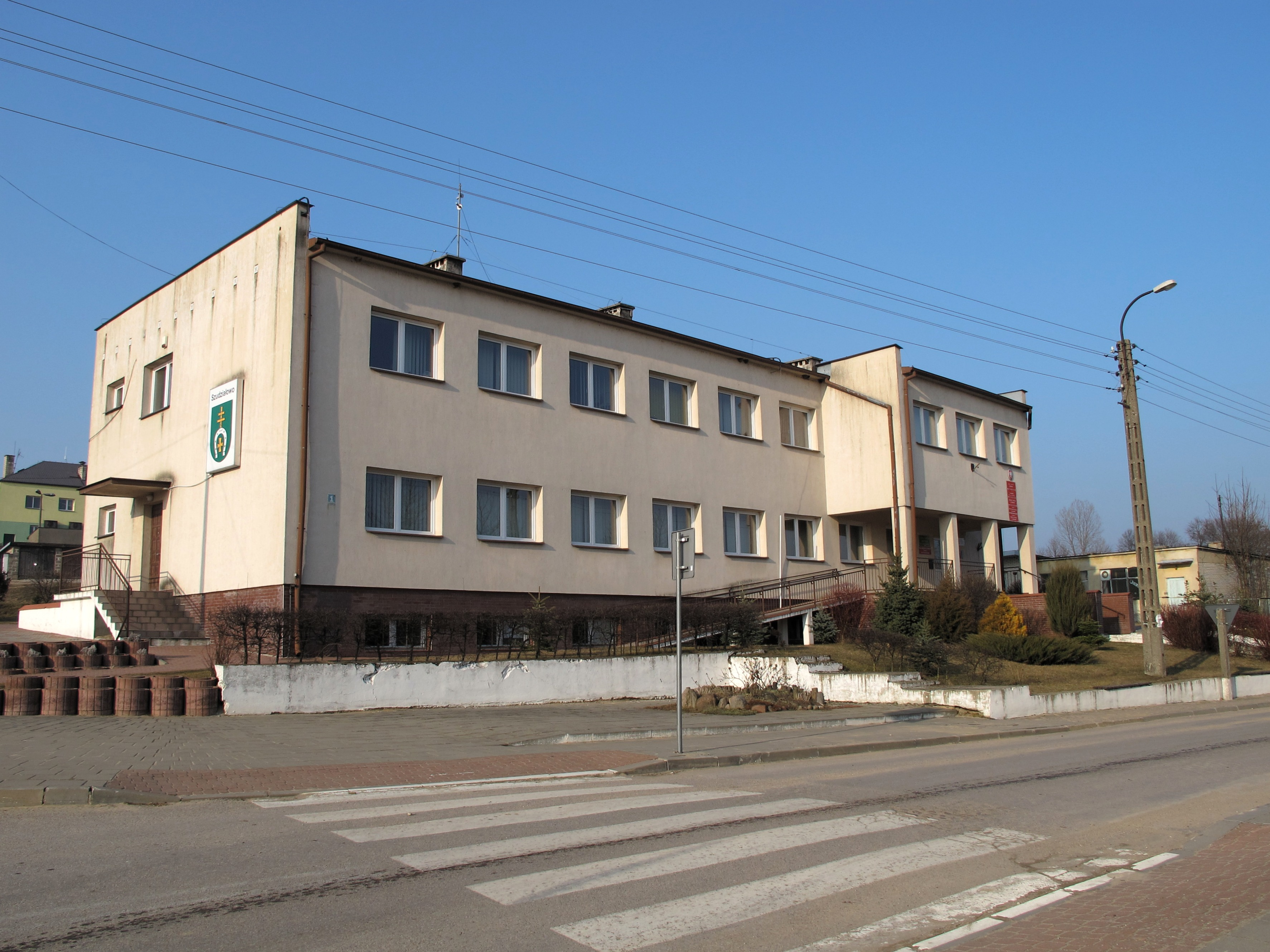
Gemeentehuis

De gemeente Szudziałowo is een landgemeente in het Poolse woiwodschap Podlachië, in powiat Sokólski.
De zetel van de gemeente is in Szudziałowo.
Op 30 juni 2004 telde de gemeente 3517 inwoners.

## Oppervlakte gegevens
In 2002 bedroeg de totale oppervlakte van gemeente Szudziałowo 301,64 km², waarvan:
- agrarisch gebied: 48%
- bossen: 46%

De gemeente beslaat 14,68% van de totale oppervlakte van de powiat.

## Demografie
Stand op 30 juni 2004:
| Omschrijving                   | Totaal | Totaal | Vrouwen | Vrouwen | Mannen | Mannen |
| ------------------------------ | ------ | ------ | ------- | ------- | ------ | ------ |
| eenheid                        | aantal | %      | aantal  | %       | aantal | %      |
| inwoners                       | 3517   | 100    | 1716    | 48,8    | 1801   | 51,2   |
| bevolkingsdichtheid (inw./km²) | 11,7   | 11,7   | 5,7     | 5,7     | 6      | 6      |

In 2002 bedroeg het gemiddelde inkomen per inwoner 1208,52 zł.

## Plaatsen
Aleksandrówka, Babiki, Biały Ług, Boratyńszczyzna, Brzozowy Hrud, Chmielowszczyzna, Chmielowszczyzna, Dziewiczy Ług, Grodzisko, Grzybowszczyzna, Hały-Ług, Harkawicze, Horczaki Dolne, Horczaki Górne, Iwniki, Jeziorek, Klin, Knyszewicze, Knyszewicze Małe, Kozłowy Ług, Lipowy Most, Litwinowy Ług, Łaźnisko, Markowy Wygon, Minkowce, Miszkieniki Małe, Miszkieniki Wielkie, Nowe Trzciano, Nowinka, Nowosiółki, Nowy Ostrów, Ostrów Północny, Ostrówek, Pierekał, Pierożki, Pisarzowce, Poczopek, Podłaźnisko, Podświdziałówka, Rowek, Samogród, Słoja, Słójka, Słójka-Borowszczyzna, Sosnowik, Stare Trzciano, Suchy Hrud, Suchynicze, Sukowicze, Szczęsnowicze, Szudziałowo, Talkowszczyzna, Tołkacze, Usnarz Górny, Wierzchlesie, Wojnowce, Zubowszczyzna, Zubrzyca Mała, Zubrzyca Wielka.

## Aangrenzende gemeenten
Gródek, Krynki, Sokółka, Supraśl. De gemeente grenst z Białorusią.